# Dactylocythere
Dactylocythere är ett släkte av kräftdjur. Dactylocythere ingår i familjen Entocytheridae.

## Dottertaxa tillDactylocythere, i alfabetisk ordning[1]
- Dactylocythere amicula
- Dactylocythere amphiakis
- Dactylocythere apheles
- Dactylocythere arcuata
- Dactylocythere astraphes
- Dactylocythere banana
- Dactylocythere brachydactylus
- Dactylocythere brachystrix
- Dactylocythere chalaza
- Dactylocythere charadra
- Dactylocythere chelomata
- Dactylocythere coloholca
- Dactylocythere cooperorum
- Dactylocythere corvus
- Dactylocythere crawfordi
- Dactylocythere crena
- Dactylocythere cryptoteresis
- Dactylocythere daphnioides
- Dactylocythere demissa
- Dactylocythere enoploholca
- Dactylocythere exoura
- Dactylocythere falcata
- Dactylocythere guyandottae
- Dactylocythere isabelae
- Dactylocythere jeanae
- Dactylocythere koloura
- Dactylocythere lepta
- Dactylocythere leptophylax
- Dactylocythere macroholca
- Dactylocythere mecoscapha
- Dactylocythere megadactylus
- Dactylocythere myura
- Dactylocythere pachysphyrata
- Dactylocythere peedeensis
- Dactylocythere phoxa
- Dactylocythere prinsi
- Dactylocythere prionata
- Dactylocythere prominula
- Dactylocythere pughae
- Dactylocythere pygidion
- Dactylocythere runki
- Dactylocythere sandbergi
- Dactylocythere scissura
- Dactylocythere speira
- Dactylocythere spinata
- Dactylocythere spinescens
- Dactylocythere steevesi
- Dactylocythere striophylax
- Dactylocythere susanae
- Dactylocythere suteri
- Dactylocythere ungulata
- Dactylocythere xystroides